# Barbara Benedek
Barbara Benedek (* 1956 im Vereinigten Königreich) ist eine US-amerikanische Drehbuchautorin.

## Leben
Benedek studierte Psychologie an der New York University und arbeitete nach ihrem College-Abschluss acht Jahre als Wissenschaftliche Hilfskraft in psychiatrischen Einrichtungen in New York und Los Angeles. Bereits während dieser Zeit schrieb sie Drehbücher, die jedoch unveröffentlicht blieben. Sie begann ihre Karriere beim Fernsehen; für die Produktionsgesellschaft Witt-Thomas-Harris war sie Anfang der 1980er Jahre als Autorin an den Sitcoms I'm A Big Girl Now und Making a Living tätig. 1983 schrieb sie zusammen mit Regisseur Lawrence Kasdan das Drehbuch zu Der große Frust, dieser war auf Benedek nach Durchsicht ihrer unveröffentlichten Bücher aufmerksam geworden. Für ihr Drehbuch waren Kasdan und Benedek für den Oscar, den Golden Globe Award und den British Academy Film Award nominiert und wurden mit dem WGA Award ausgezeichnet. 1989 entstand Jonathan Kaplans Second Hand Familie, Benedeks bis dahin erstes Solodrehbuch, mit Glenn Close, James Woods und Mary Stuart Masterson in den Hauptrollen. Danach war sie an zwei Neuverfilmungen beteiligt; 1990 Verrückte Zeiten, eine Neuverfilmung des französischen Spielfilms Doch das Leben geht weiter und 1995 Sabrina, die Neuverfilmung von Billy Wilders Filmkomödie Sabrina.
Gemeinsam mit Billy Ray überarbeitete sie das Drehbuch zu dem 1996 erschienenen Katastrophenfilm Volcano.
Sie ist mit Peter Benedek verheiratet, einem der Gründer der Hollywood-Künstleragentur United Talent Agency, die unter anderem Johnny Depp, Angelina Jolie, Susan Sarandon, Harrison Ford, Michael Douglas, Anthony Hopkins und Barbra Streisand vertritt.

## Filmografie (Auswahl)
- 1983: Der große Frust (The Big Chill)
- 1989: Second Hand Familie (Immediate Family)
- 1990: Verrückte Zeiten (Men don’t leave)
- 1995: Sabrina

## Auszeichnungen
- 1984: Oscar-Nominierung in der Kategorie Bestes Originaldrehbuch für Der große Frust
- 1984: Golden-Globe-Award-Nominierung in der Kategorie Bestes Filmdrehbuch für Der große Frust
- 1985: BAFTA-Film-Award-Nominierung in der Kategorie Bestes Originaldrehbuch Der große Frust
- 1984: WGA Award in der Kategorie Best Comedy Written Directly for the Screen für Der große Frust